# Mecánica de precisión

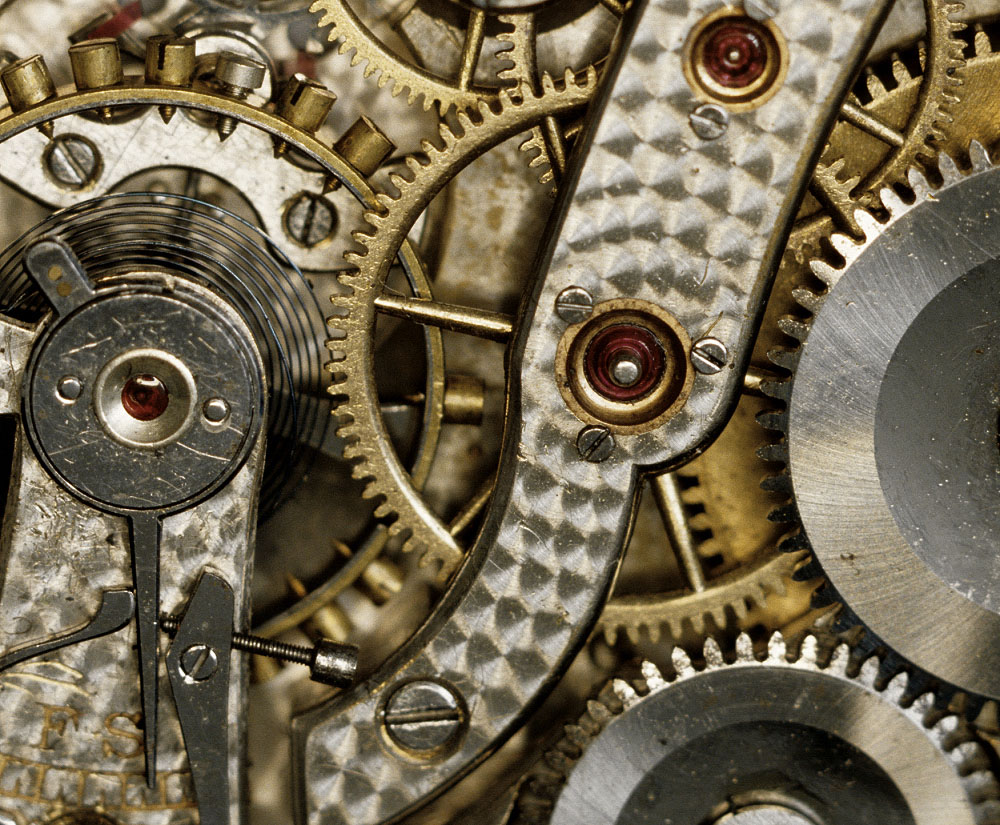
Las entrañas de un reloj mecánico.

La mecánica de precisión es una técnica de fabricación de componentes usados en telecomunicaciones, microsistemas, instrumentos de medición, prótesis (medicina), aparatos ópticos, o en la industria aeroespacial. Su desarrollo se ha visto favorecido por los procesos de mecanizado mediante ordenadores (CNC) o procesos electroquímicos tales como electroerosión.
La mecánica de precisión ha sido a través de la historia un campo técnico que se ha caracterizado por lo exacto de su trabajo, de ahí su nombre. Las medidas con que se mecanizan las piezas son el eje central de la actividad.

## Desarrollos significativos de la mecánica de precisión
- Control numérico de máquinas herramientas: La operación y control de las ya clásicas máquinas herramientas, mediante instrucciones dadas a la máquina mediante un ordenador asociado a la misma.
- Prótesis o extensión artificial: El principal objetivo de una prótesis es sustituir una parte del cuerpo que haya sido perdida por una amputación o que no exista a causa de agenesia, cumpliendo las mismas funciones que la parte faltante, como las piernas artificiales o las prótesis dentales (mecánica dental). Para la elaboración de estas prótesis se requiere de instrumentos de precisión que ayudaran a la fabricación de piezas para poder encajar con exactitud al cuerpo.
- Robótica: Se denominan robots a los elementos que son capaces de realizar cualquier trabajo físico o mental estando asistidos por un programa de ordenador.

Técnicamente, existe un primer nivel de robots, diseñados para ejecutar respectivamente una secuencia de operaciones mecánicas controladas por un programa . Básicamente son brazos o manipuladores mecánicos, poco estáticos, que realizan con precisión e incansablemente tareas como la soldadura de piezas, colocación de pernos, pintura de carrocerías u operaciones más peligrosas como alimentación de hornos y de prensas de forjar.
- Robots cibernéticos: En un segundo nivel, los robots poseen importantes dispositivos adicionales, particularmente "ojos" constituidos por cámaras de televisión. A través de ellas, el robot toma del medio ambiente un difuso patrón de luces, sombras y colores y alimenta a una computadora. Esta realiza un análisis de escenas y registra así en su memoria los objetos que lo rodean. A partir de esa información, el robot guiado por la inteligencia artificial instrumentada en la computadora planifica su actividad, generando y comparando secuencias de operaciones y eligiendo aquella que ejecutara para cumplir con el objetivo de trabajo ordenado. Se trata de auténticos ingenios cibernéticos, cuyo funcionamiento está automáticamente controlado y ajustado en función de las variaciones del entorno, aplicando para ello, en el mundo de la tecnología, el principio de realimentación de la información. Este segundo y más avanzado nivel de robots tiene, respecto del primero, una importantísima propiedad: la versatilidad.

## Aplicaciones de la mecánica de precisión
En gran medida los componentes fabricados con mecánica de precisión sirven para la creación de piezas, la trasmisión, la grabación, la transformación, la supervisión y el procesamiento de señales ópticas y acústicas, eléctricas, hidráulicas y neumáticas.
La Microtécnica/Ingeniería de microsistemas une componentes microelectrónicos, micromecánicas y optoelectrónicas como microprocesadores inteligentes, sensores y actores para formar sistemas técnicos extremadamente miniaturizados. Las aplicaciones van desde sistemas de navegación en vehículos hasta complejos sistemas químicos de análisis de mínimas dimensiones, p.ej. para la navegación espacial, pasando por válvulas y bombas para la dosificación de medicamentos en el cuerpo. La Optoelectrónica ofrece las bases técnicas conjuntas para televisores, reproductores de CD, aparatos digitales de fotografía, máquinas láser, sistemas de visualización nocturna y muchos otros bienes industriales.
Los ingenieros especializados en Mecánica de Precisión suelen colaborar con físicos, químicos, informáticos e ingenieros de otros campos. Los estudios de Mecánica de Precisión están estrechamente relacionados con la Prótesis, la Electrotecnia, la Ingeniería Mecánica, y la Informática.